# Marcus Sedatius Severianus
Marcus Sedatius Severianus war ein im 2. Jahrhundert n. Chr. lebender römischer Politiker. Durch eine Inschrift ist sein vollständiger Name Marcus Sedatius Cai filius Quirina Severianus Iulius Acer Metilius Nepos Rufinus Tiberius Rutilianus Censor bekannt.
Die Anfänge seiner Laufbahn sind durch drei Inschriften bekannt. Severianus war zunächst für ein Jahr Quaestor in der Provinz Sicilia. Nach Rom zurückgekehrt, wurde er Tribunus plebis und Praetor. Nach seiner Praetur war er zunächst Kommandeur (Legatus Augusti) der Legio V Macedonica, die ihr Hauptlager in Troesmis in der Provinz Moesia inferior hatte; er übte das Amt vermutlich von 147 bis 150 aus. Im Anschluss kehrte er nach Italien zurück, um als curator die Verantwortung für die Via Flaminia zu übernehmen.
Danach wurde Severianus Statthalter (Legatus Augusti pro praetore) in der Provinz Dacia superior, wo er durch Inschriften sowie durch ein Militärdiplom, das auf den 5. September 152 datiert ist, belegt ist; er übte dieses Amt vermutlich von 150 bis 153 (bzw. von 151 bis 153) aus. Durch eine Inschrift, die auf den 1. Juli 153 datiert wird und die Fasti Ostienses ist belegt, dass er 153 zusammen mit Publius Septimius Aper Suffektkonsul war; die beiden traten ihr Amt am 1. Juli des Jahres an. Eine weitere Inschrift belegt, dass Gesandte aus Dacia superior nach Rom reisten, um ihren ehemaligen Statthalter zu ehren (legati Romam ad consulatum Severiani). Durch zwei Inschriften in griechischer Sprache ist nachgewiesen, dass Severianus Statthalter in der Provinz Cappadocia war; er trat dieses Amt vermutlich um 157/158 oder 158/159 an.
Nach dem Tod von Antoninus Pius (138–161) ergriff Vologaeses IV., der König der Parther, die Gelegenheit, um die Kontrolle über Armenien zu erlangen. Severianus marschierte in der Folge mit Truppen nach Armenien, erlitt aber bei Elegeia eine vernichtende Niederlage und beging, vermutlich Ende 161 oder Anfang 162, Selbstmord. Sein Ende wird bei Cassius Dio, Fronto und Lukian geschildert; laut Lukian stand Severianus unter dem Einfluss des Priesters Alexander von Abonuteichos. Nach der Niederlage des Severianus vertraute Mark Aurel (161–180) die Leitung der römischen Gegenoffensive seinem Mitregenten Lucius Verus an (Siehe Partherkrieg des Lucius Verus).
Severianus war in der Tribus Quirina eingeschrieben; seine Familie stammte aus Gallien und hatte wahrscheinlich unter Claudius (41–54) oder während der Regierungszeit der flavischen Kaiser das römische Bürgerrecht erhalten. Vermutlich wurde er durch Hadrian (117–138) als erster seiner Familie in den Senatorenstand aufgenommen. Er war Patron der Colonia Ulpia Traiana Augusta Dacica Sarmizegetusa sowie einer weiteren Stadt, bei der es sich möglicherweise um die civitas Cadurcorum handelt. Durch Inschriften ist belegt, dass er in Ostia zwischen 140 und 152 zusammen mit seinem Sohn Marcus Sedatius Severus Iulius Reginus Patron verschiedener Vereinigungen war.